# Chinondo
Chinondo è un ward dello Zambia, parte della Provincia di Copperbelt e del Distretto di Masaiti.